# Moesgaard Museum

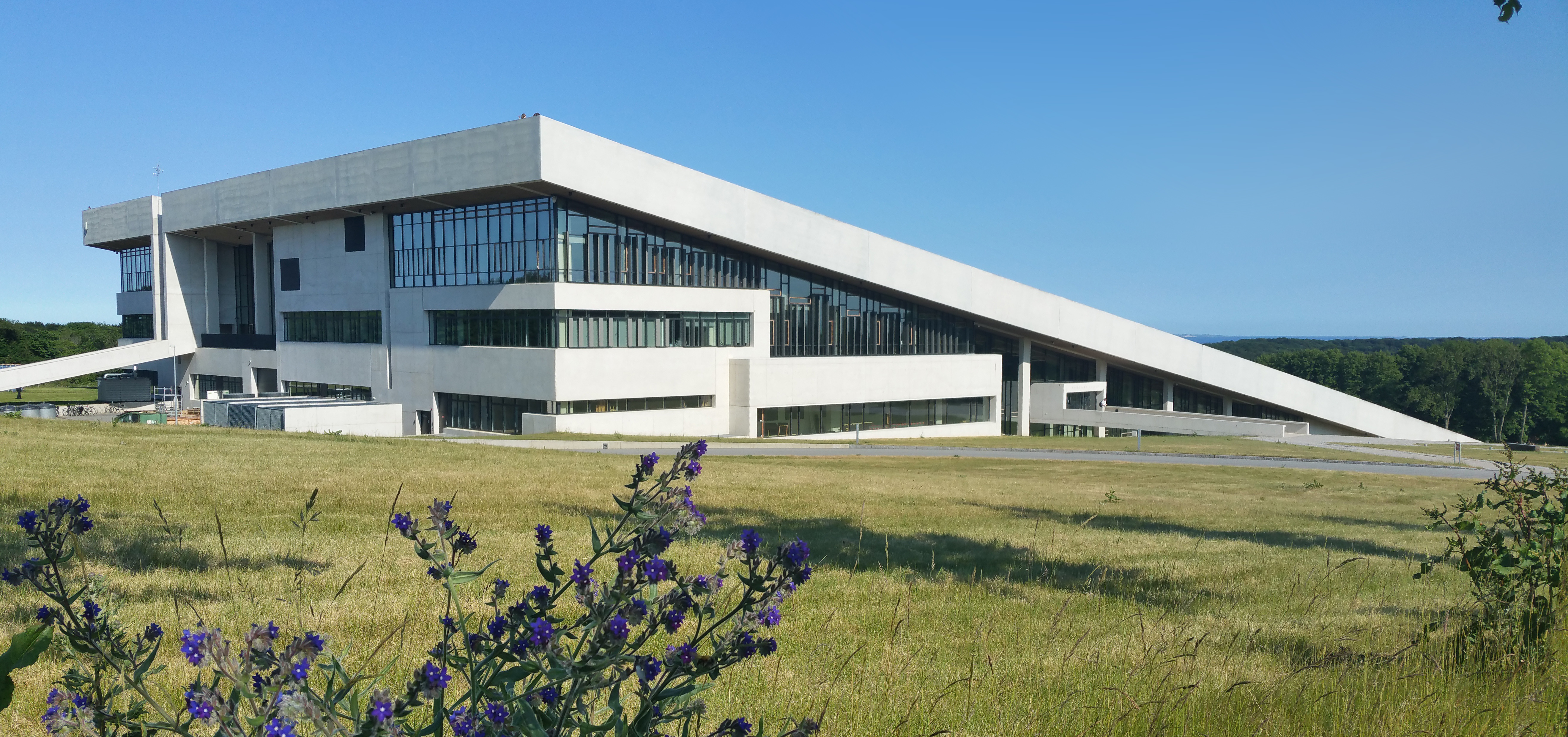
Moesgaard Museum

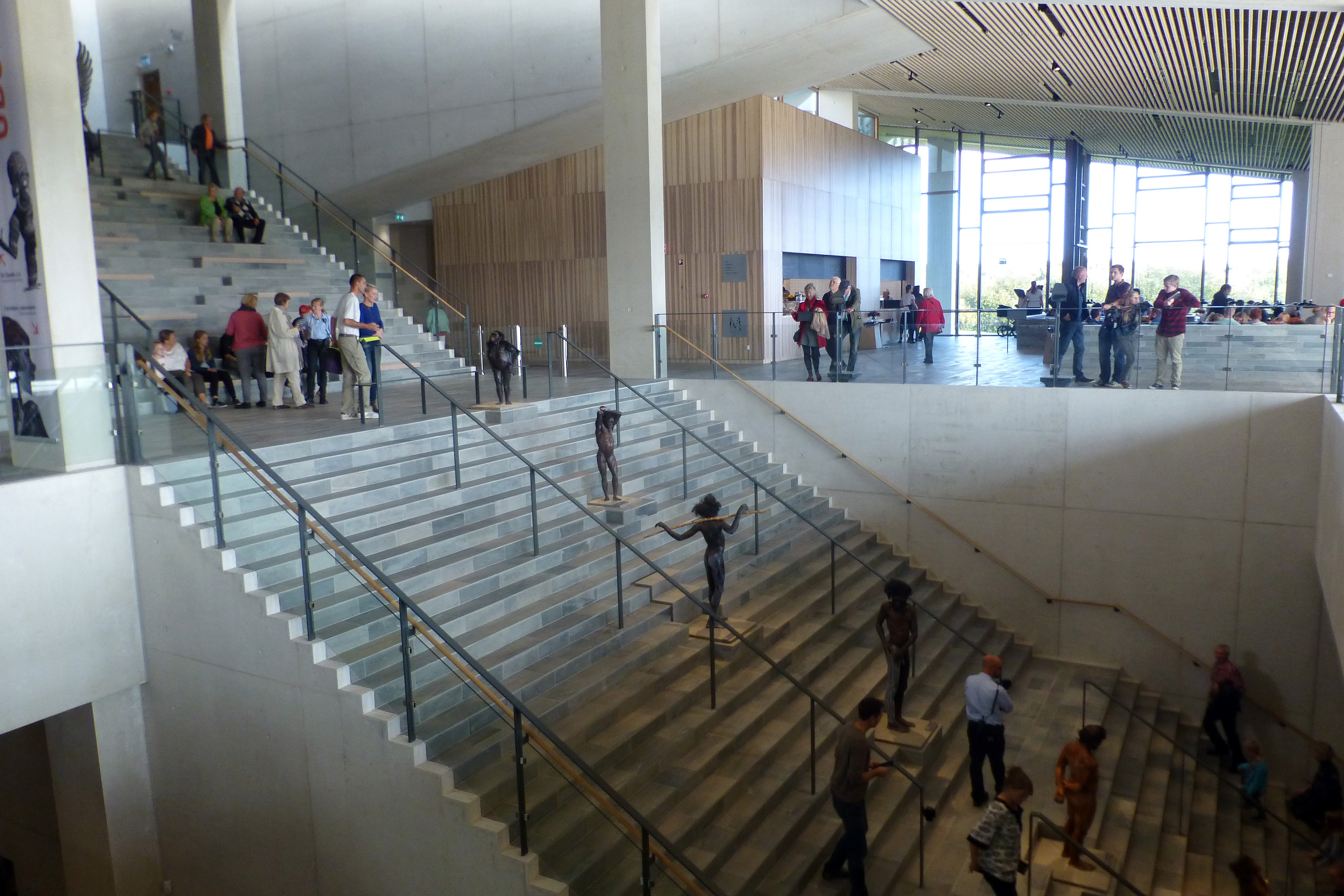
Große Haupttreppe

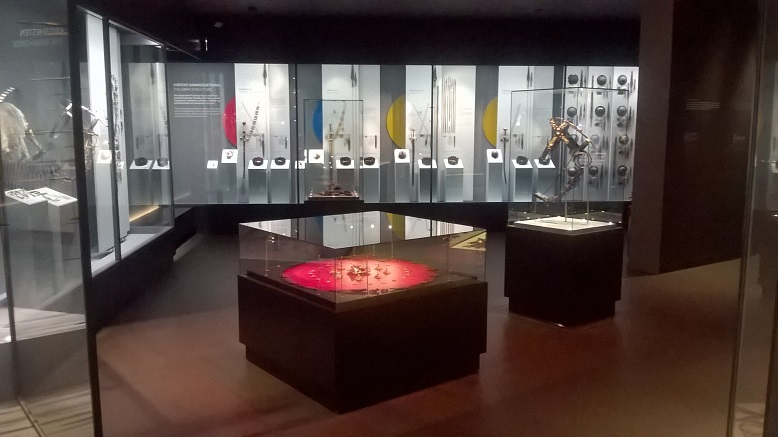
Eisenzeit-Ausstellung

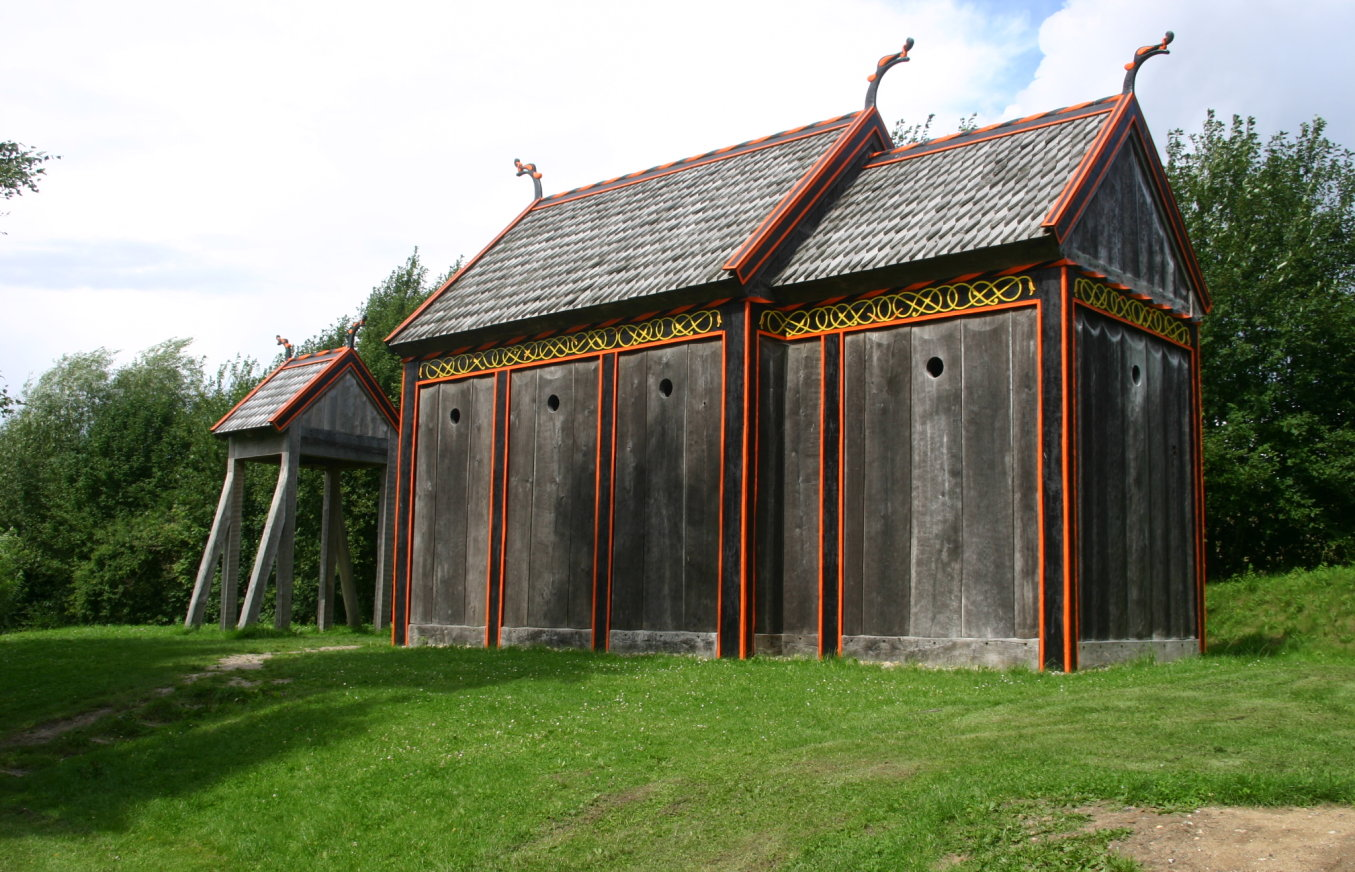
Rekonstruierte Stabkirche im Außenbereich

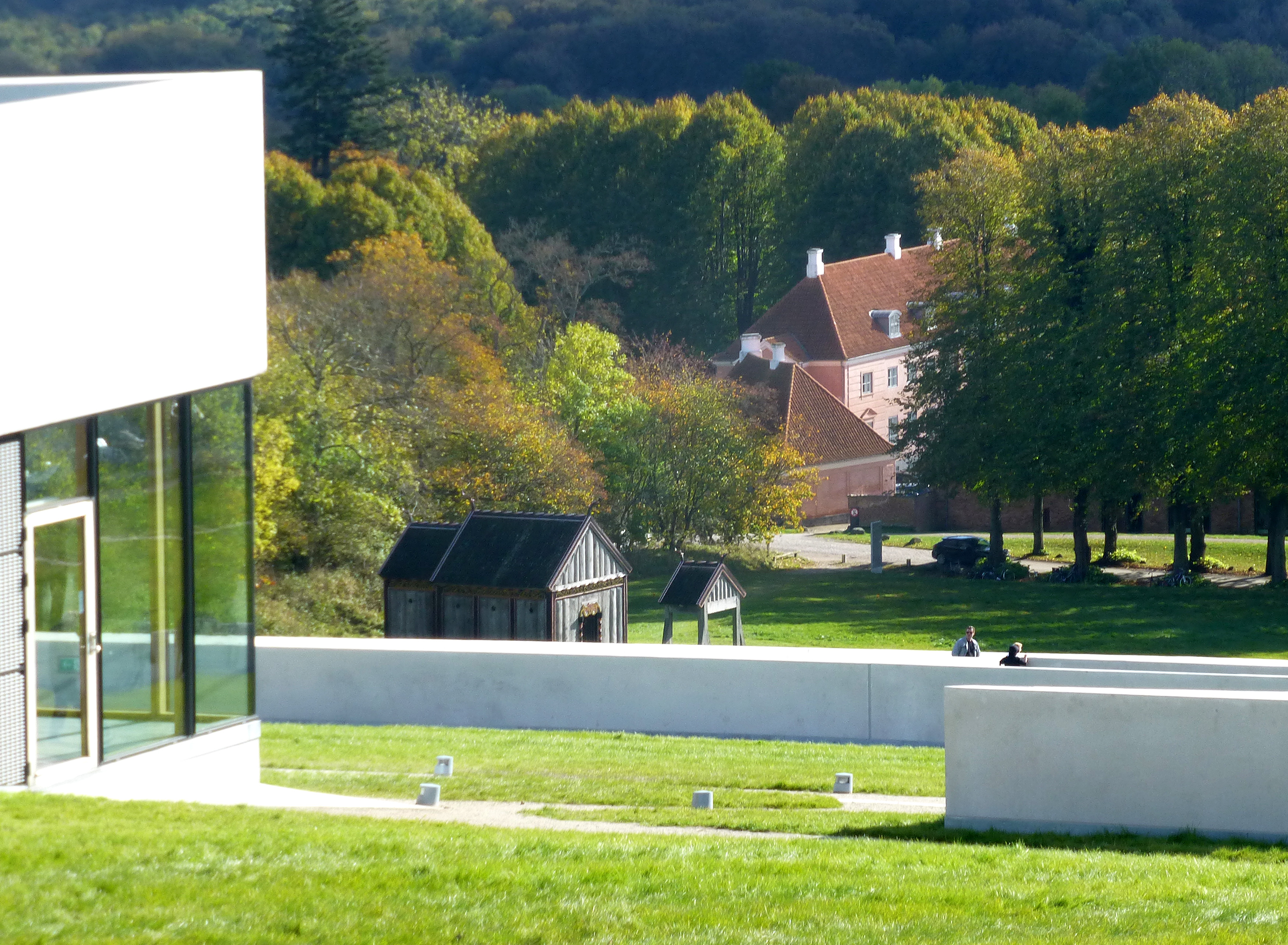
Blick vom Gründach: Gut Moesgård und Stabkirche von Hørning

Das Moesgaard Museum (MoMu) in Aarhus in Jütland, in Dänemark wurde 1970 gegründet. Es besitzt eine reichhaltige archäologische Sammlung. Zunächst war die Ausstellung im herrschaftlichen Rahmen von Gut Moesgård untergebracht. 2014 wurde in direkter Nachbarschaft ein 16.000 m² großer Neubau von Henning Larsen Architects mit einem begehbaren Gründach eingeweiht. 

## Ausstellungen
Die Ausstellungen präsentieren Funde von der dänischen Altsteinzeit bis zur Wikingerzeit. Zu der archäologischen Sammlung zählen Masken- und Runensteine, die Moorleiche des Grauballemanns und der eisenzeitliche Hortfund aus dem Illerup Ådal.

## Umgebung

### Stabkirche
Aus der Freifläche um das Museum steht, etwa 50 Meter vom Museum entfernt, eine Rekonstruktion der Stabkirche von Hørning bei Randers.

### Vorzeitpfad
Der Oldtidsstien (Vorzeitpfad) führt als Rundweg vom Museum durch den Gutspark und einen prähistorischen Wald hinunter zur Küste und wieder zurück. Das Wäldchen entstand als Versuch, die wechselnden Vegetationstypen von der Eiszeit bis heute nachzubilden. Man kommt unter anderem durch den ältesten dänischen Waldtyp aus Birken, Kiefern, Wacholder, Ebereschen und Zitterpappeln.
Der Vorzeitpfad führt zu einem Haus aus der Eisenzeit und zu mehreren steinzeitlichen Dolmen (ursprünglich bei Stigsnæs auf Seeland) und zehn Stein- bzw. Grabkisten (teilweise bronzezeitlich), die aus der Umgegend hierher verlegt wurden, sowie zum Tempel von Tustrup, einer (etwas spekulativen) Rekonstruktion eines 1954 bei Tustrup ausgegrabenen Fundamentes.

### Gut Moesgaard
Die Gutsgebäude dienen heute der Universität Aarhus als Moesgaard Campus (MOCA). Er beherbergt die Studienrichtungen Anthropologie, Archäologie, Human Security und Sustainable Heritage Management.
Die Alleen, Wege und Straßen der Gegend werden von mehrhundertjährigen Steinwällen und Eichen, Linden oder Rosskastanien gesäumt. Der Gutspark ist in der Art eines romantischen Gartens angelegt. In scharfem Kontrast zu den symmetrischen und geradlinigen Anlagen der Barockzeit, die vor allem repräsentieren sollten, ist der romantische Garten mit seinen gewundenen Pfaden, Laubhütten, Grabhügeln, Ruinen und kleinen Seen wie geschaffen für den einsamen Wanderer, der hier seinen eigenen Gedanken nachgehen kann. Im Garten wachsen viele alte und heutzutage seltene Gartenbäume und -büsche, wie die Robinie und die Eibe.